# Ligue des nations masculine de volley-ball 2025
 (juillet 2025).
Si vous disposez d'ouvrages ou d'articles de référence ou si vous connaissez des sites web de qualité traitant du thème abordé ici, merci de compléter l'article en donnant les références utiles à sa vérifiabilité et en les liant à la section « Notes et références ».
Navigation
2024 2026
La 7e édition de la Ligue des nations masculine de volley-ball se déroule du 11 juin 2025 au 3 août 2025.

## Format de la compétition

### Tour préliminaire
Le format de la compétition introduit en 2022 change pour cette édition. 18 équipes s'affrontent dans des poules de 8 équipes durant la première phase. Chaque équipe jouera 12 matchs durant cette étape. Huit équipes vont ensuite s'affronter pendant la phase finale.

### Phase finale
La phase finale verra s'affronter les 7 meilleures équipes ainsi que la Chine qui accède directement aux phases finales en tant qu'organisateur.
Cette phase est constituée de 8 matchs : 4 quarts de finale, 2 demi-finales, petite et grande finales.
Pour les quarts de finale, l'équipe classée 1ère affrontera celle classée 8ème, la 2nde affrontera la 7ème, la 3ème jouera contre la 6ème et la 4ème sera opposée à la 5ème. Si l'équipe du pays hôte ne termine pas dans les 8 premières places, elle sera classée 8ème.

## Composition des poules
| Semaine 1                                         | Semaine 1                                    | Semaine 1                                   | Semaine 2                                      | Semaine 2                                     | Semaine 2                                     | Semaine 3                               | Semaine 3                                      | Semaine 3                                           |
| Poule 1                                           | Poule 2                                      | Poule 3                                     | Poule 4                                        | Poule 5                                       | Poule 6                                       | Poule 7                                 | Poule 8                                        | Poule 9                                             |
| ------------------------------------------------- | -------------------------------------------- | ------------------------------------------- | ---------------------------------------------- | --------------------------------------------- | --------------------------------------------- | --------------------------------------- | ---------------------------------------------- | --------------------------------------------------- |
| Allemagne Argentine Bulgarie Canada France Italie | Brésil Cuba États-Unis Iran Slovénie Ukraine | Chine Japon Pays-Bas Pologne Serbie Turquie | Bulgarie France Japon Slovénie Turquie Ukraine | Brésil Canada Chine États-Unis Italie Pologne | Allemagne Argentine Cuba Iran Pays-Bas Serbie | Bulgarie Chine Cuba France Iran Pologne | Canada Italie Pays-Bas Serbie Slovénie Ukraine | Allemagne Argentine Brésil États-Unis Japon Turquie |

## Classement

### Critères de départage
Le classement général se fait de la façon suivante :
1. plus grand nombre de victoires ;
2. plus grand nombre de points ;
3. plus grand ratio de sets pour/contre ;
4. plus grand ratio de points pour/contre ;
5. Résultat de la confrontation directe ;
6. si, après l’application des critères 1 à 5, plusieurs équipes sont toujours à égalité, les critères 1 à 5 sont à nouveau appliqués exclusivement aux matches entre les équipes concernées afin de déterminer leur classement final.

### Légende du classement
Rappel – Une équipe marque 3 points pour une victoire sans tie-break, 2 points pour une victoire au tie-break, 1 point pour une défaite au tie-break, 0 point pour une défaite sans tie-break.

### Tour préliminaire
| #  | Équipe     | Pts | J  | G  | P  | Sp | Sc | Ratio | Pp   | Pc   | Ratio |
| -- | ---------- | --- | -- | -- | -- | -- | -- | ----- | ---- | ---- | ----- |
| 1  | Brésil     | 32  | 12 | 11 | 1  | 35 | 11 | 3.182 | 1095 | 998  | 1.097 |
| 2  | Italie     | 28  | 12 | 10 | 2  | 33 | 14 | 2.357 | 1100 | 962  | 1.143 |
| 3  | France     | 24  | 12 | 8  | 4  | 30 | 18 | 1.667 | 1124 | 1050 | 1.07  |
| 4  | Japon      | 23  | 12 | 8  | 4  | 27 | 17 | 1.588 | 1036 | 977  | 1.06  |
| 5  | Pologne    | 23  | 12 | 8  | 4  | 30 | 20 | 1.5   | 1157 | 1129 | 1.025 |
| 6  | Slovénie   | 19  | 12 | 7  | 5  | 22 | 22 | 1     | 1002 | 985  | 1.017 |
| 7  | Cuba       | 20  | 12 | 6  | 6  | 24 | 26 | 0.923 | 1109 | 1132 | 0.98  |
| 8  | Iran       | 19  | 12 | 6  | 6  | 25 | 24 | 1.042 | 1088 | 1061 | 1.025 |
| 9  | Ukraine    | 18  | 12 | 6  | 6  | 25 | 25 | 1     | 1087 | 1093 | 0.995 |
| 10 | Bulgarie   | 17  | 12 | 6  | 6  | 22 | 23 | 0.957 | 993  | 1033 | 0.961 |
| 11 | États-Unis | 17  | 12 | 6  | 6  | 21 | 24 | 0.875 | 1006 | 1033 | 0.974 |
| 12 | Argentine  | 16  | 12 | 6  | 6  | 24 | 26 | 0.923 | 1114 | 1118 | 0.996 |
| 13 | Canada     | 17  | 12 | 5  | 7  | 23 | 24 | 0.958 | 1064 | 1057 | 1.007 |
| 14 | Allemagne  | 17  | 12 | 5  | 7  | 25 | 27 | 0.926 | 1181 | 1179 | 1.002 |
| 15 | Serbie     | 10  | 12 | 3  | 9  | 23 | 26 | 0.885 | 1051 | 1094 | 0.961 |
| 16 | Turquie    | 10  | 12 | 3  | 9  | 14 | 28 | 0.5   | 945  | 992  | 0.953 |
| 17 | Chine      | 9   | 12 | 3  | 9  | 12 | 30 | 0.4   | 881  | 990  | 0.89  |
| 18 | Pays-Bas   | 5   | 12 | 1  | 11 | 11 | 34 | 0.324 | 942  | 1068 | 0.882 |

## Tour préliminaire

### Semaine 1

#### Poule 1
La poule 1 se déroule au Centre Vidéotron de Québec, au Canada.

#### Poule 2
La poule 2 se déroule au Ginásio do Maracanãzinho de Rio de Janeiro, au Brésil.

#### Poule 3
La poule 3 se déroule au Centre des sports olympiques de Xi'An de Xi'An, en Chine.

### Semaine 2

#### Poule 4
La poule 4 se déroule à l'Arena Burgas de Burgas, en Bulgarie.

#### Poule 5
La poule 5 se déroule à la Now Arena de Hoffman Estates, aux États-Unis.

#### Poule 6
La poule 6 se déroule à la Belgrade Arena de Belgrade, en Serbie.

### Semaine 3

#### Poule 7
La poule 7 se déroule à l'Ergo Arena de Gdańsk, en Pologne.

#### Poule 8
La poule 8 se déroule à l'Arena Stožice de Ljubljana, en Slovénie.

#### Poule 9
La poule 9 se déroule à la Chiba Port Arena de Chiba, au Japon.

## Phase finale
|  | Quarts de finale | Quarts de finale |          |        | Demi-finales           | Demi-finales |  |  | Finale   | Finale |
|  | Quarts de finale | Quarts de finale |          |        | Demi-finales           | Demi-finales |  |  | Finale   | Finale |
|  |                  |                  |          |        |                        |              |  |  |          |        |
|  |                  |                  |          |        |                        |              |  |  |          |        |
|  |                  |                  |          |        |                        |              |  |  |          |        |
|  | Brésil           | 3                |          |        |                        |              |  |  |          |        |
|  | Brésil           | 3                |          |        |                        |              |  |  |          |        |
|  | Chine            | 1                |          |        |                        |              |  |  |          |        |
|  | Chine            | 1                | Brésil   | 0      |                        |              |  |  |          |        |
|  |                  |                  | Brésil   | 0      |                        |              |  |  |          |        |
|  |                  | Pologne          | 3        |        |                        |              |  |  |          |        |
|  | Japon            | Pologne          | 3        | 0      |                        |              |  |  |          |        |
|  | Japon            |                  |          | 0      |                        |              |  |  |          |        |
|  | Pologne          | 3                |          |        |                        |              |  |  |          |        |
|  | Pologne          | 3                | Pologne  | 3      |                        |              |  |  |          |        |
|  |                  |                  | Pologne  | 3      |                        |              |  |  |          |        |
|  |                  | Italie           | 0        |        |                        |              |  |  |          |        |
|  | France           | Italie           | 0        | 1      |                        |              |  |  |          |        |
|  | France           |                  |          | 1      |                        |              |  |  |          |        |
|  | Slovénie         | 3                |          |        |                        |              |  |  |          |        |
|  | Slovénie         | 3                | Slovénie | 1      |                        |              |  |  |          |        |
|  |                  |                  | Slovénie | 1      | Match pour la 3e place |              |  |  |          |        |
|  |                  | Italie           | 3        |        |                        |              |  |  |          |        |
|  | Italie           | Italie           | 3        | 3      |                        |              |  |  |          |        |
|  | Italie           |                  |          | 3      |                        |              |  |  |          |        |
|  | Cuba             | 1                |          | Brésil | 3                      |              |  |  |          |        |
|  | Cuba             | 1                |          | Brésil | 3                      |              |  |  |          |        |
|  |                  |                  |          |        |                        |              |  |  | Slovénie | 1      |
|  |                  |                  |          |        |                        |              |  |  | Slovénie | 1      |

### Quarts de finale
Les horaires sont indiqués à l'Heure normale de Chine (UTC+8)

## Classement final
| Place              | Équipe     |
| ------------------ | ---------- |
| Médaille d'or      | Pologne    |
| Médaille d'argent  | Italie     |
| Médaille de bronze | Brésil     |
| 4                  | Slovénie   |
| 5                  | France     |
| 6                  | Japon      |
| 7                  | Cuba       |
| 8                  | Chine      |
| 9                  | Iran       |
| 10                 | Ukraine    |
| 11                 | Bulgarie   |
| 12                 | États-Unis |
| 13                 | Argentine  |
| 14                 | Canada     |
| 15                 | Allemagne  |
| 16                 | Serbie     |
| 17                 | Turquie    |
| 18                 | Pays-Bas   |

## Récompenses
Le lundi 4 août, lendemain de la finale, une équipe-type de sept joueurs, comprenant deux centraux au lieu d'un seul, est publiée. Le meilleur joueur du tournoi, Jakub Kochanowski, est désigné dans la foulée.
- Meilleur joueur :  Jakub Kochanowski
- Meilleur passeur :  Simone Giannelli
- Meilleurs réceptionneurs-attaquants :  Wilfredo León,  Alessandro Michieletto
- Meilleurs centraux :  Jakub Kochanowski,  Jan Kozamernik
- Meilleur pointu :  Kewin Sasak
- Meilleur libero :  Maique Nascimento